# 토마시 스쿠흐라비
토마시 스쿠흐라비(Tomáš Skuhravý, 1965년 9월 7일 ~ )는 체코슬로바키아의 축구 선수이다.